# ASD Catania Beach Soccer
Maillots
ASD Catania Beach Soccer est un club italien de beach soccer basé à Catane, en Sicile, et fondé en 2004.

## Histoire
L'ASD Catania Beach Soccer est formé en avril 2004 sous la présidence de Joseph Bosco, jeune entrepreneur de Catane et fan de football sur sable. L'équipe est alors composée de jeunes joueurs sans expérience notable de la pratique du football sur sable. Carmelo Musumeci est alors directeur du club, son frère Stefano entraine.
Le club remporte les deux premières Coupe d'Italie de beach soccer en 2004 et 2005. Ses succès offrent au CBS de participer à la Supercoupe d'Italie durant trois saisons (2005 à 2007) pour deux succès (2006 et 2007). En 2008, l'ASD Catania remporte son premier titre de Champion d'Italie, puis la Supercoupe l'année suivante.
2010 est la saison du renouveau, le club investi dans son recrutement pour faire venir de nouveaux talents afin de consolider le groupe historique d'Amérique du Sud dans les mains de l'entraineur Belluso. En 2011, les Éléphants perdent 3 finales de Supercoupe d'Italie de suite entre 2011 et 2013.

## Palmarès
- Championnat d'Italie de beach soccer[2](2)
  - Champion en 2008 et 2018
- Coupe d'Italie de beach soccer (4)
  - Vainqueur en 2004, 2005, 2018 et 2019
- Supercoupe d'Italie de beach soccer (4)
  - Vainqueur en 2006, 2007, 2009 et 2016

## Personnalité du club

### Organigramme
- Bureau[2] :
  - Président : Joseph Bosco
  - Vice-présidents : Rosario Riva et Salvatore Zuccarello
- Staff technique :
  - Entraineur : Fabrizio Belluso
  - Attachés de presse : Attilio Scuderi et Fulvio Becherucci
  - Manager : Joseph Bosco Jr.
  - Formateur : Salvatore Pricoco
  - Masseur-kinésithérapeute : Antonino Cosentino

### Effectif actuel
| N° | Nom                  | Poste     |
| -- | -------------------- | --------- |
| 12 | Virgilio Vitale      | Gardien   |
| 1  | Davide Bua           | Gardien   |
| 5  | Luciano Franceschini | Défenseur |
| 6  | Giuseppe Platania    | Défenseur |
| 9  | Daniele Bosco        | Ailier    |
| 8  | Sandro Spaccarotella | Ailier    |
| 3  | Giuseppe Fazio       | Ailier    |
| 4  | Salvo Zagami         | Ailier    |
| 2  | Rafinha              | Ailier    |
| 7  | Juninho Alagoano     | Ailier    |
| 16 | Sebastiano Tedeschi  | Ailier    |
| 11 | Fred                 | Ailier    |
| 23 | Dejan Stankovic      | Attaquant |